# Xavier Medina Campeny
Xavier Medina Campeny (Barcelona, 1943) es un escultor español. 

## Biografía
Es nieto del escultor Josep Campeny y bisnieto de Damià Campeny. De formación autodidacta, en sus inicios se movió entre el constructivismo y el pop art, para evolucionar a un estilo personal. Ha realizado diversas exposiciones en España, Francia y Suiza. Entre 1974 y 1988 residió en Nueva York. 

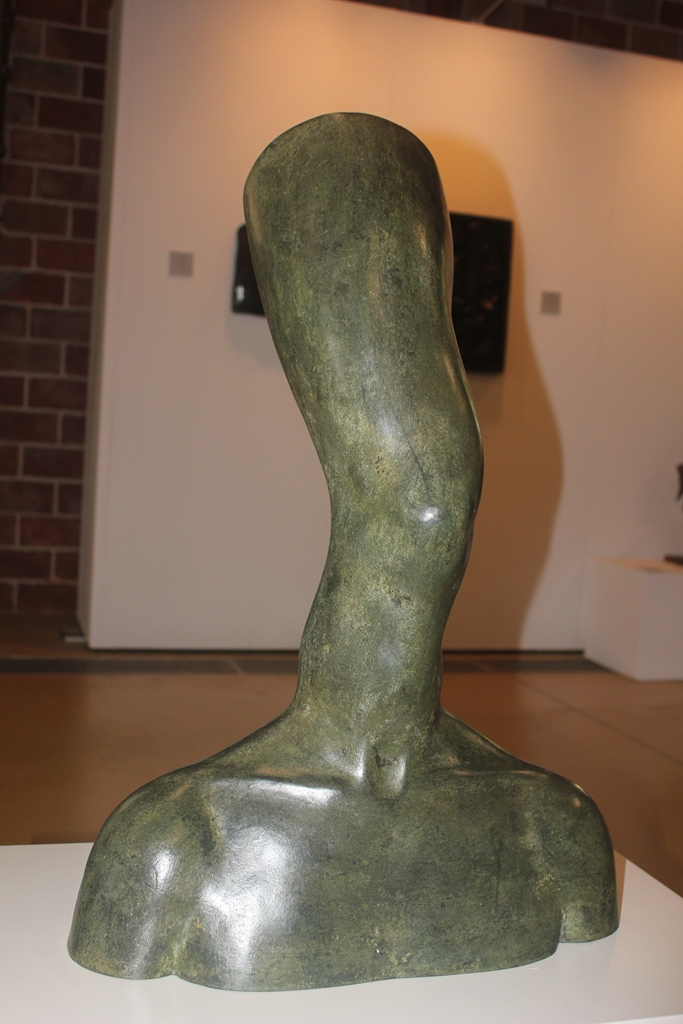
Nefertiti, colección Lluís Bassat

Una de sus obras más famosas es La Colometa (1984), situada en la plaza del Diamante, en el distrito de Gracia. Está basada en la novela La plaza del Diamante, de Mercè Rodoreda, cuya proyagonista recibía el apodo Colometa («palomita»). Realizada en bronce y acero corten, presenta un cuerpo femenino que atraviesa un muro triangular, rodeado de palomas.
Otras obras suyas son: Venus de Brooklyn (Nueva York, 1978), El Espejo-Océano Atlántico (Museo Würth La Rioja, 1985), El tránsito (Museo Fran Daurel, 1989), Homenaje a Antonio Machado (Hospitalet de Llobregat, 1994), Homenaje a Martin Luther King (Atlanta, 1996), La familia del hombre (San Juan Despí, 1998), Homenaje a Salvador Dalí (Figueras, 2004), etc.
En 2016 inició el proyecto de las figuras del Tetramorfos que coronarán las torres de los Evangelistas del Templo Expiatorio de la Sagrada Familia: san Juan, el águila; san Marcos, el león; san Mateo, el ángel; y san Lucas, el buey. Está prevista su colocación al finalizar las obras de las torres, hacia 2020.